# Nigel Barker (fotografo)
Nigel Barker (Londra, 27 aprile 1972) è un fotografo di moda ed ex-modello britannico di origini britanniche e srilankesi.
È conosciuto per la sua partecipazione come giudice al reality show America's Next Top Model e conduttore del reality show statunitense The Face nel 2013.

## Carriera
Nigel voleva continuare gli studi di medicina ma la madre, ex Miss Sri Lanka, lo fece partecipare al The Clothes Show: arrivato tra i finalisti ed iniziò la sua carriera da modello.
Ha posato per circa 10 anni per le passerelle di Londra, Milano, Parigi e New York. Grazie alla carriera di modello, il suo amore per la moda crebbe, e nel 1996 decise di diventare fotografo. Aprì il suo studio fotografico, StudioNB, a Manhattan. Barker ha lavorato per GQ, Interview, Lucky, People and Paper, Pierre Cardin, Nicole Miller, Ted Baker ed altri.
Nigel Barker è stato anche uno dei giudici nella trasmissione di Tyra Banks America's Next Top Model, oltre che per il concorso di bellezza Miss America nel 2007.